# جيرت روزنتال
جيرت روزنتال (بالإسبانية: Gert Rosenthal)‏ هو دبلوماسي وسياسي غواتيمالي، ولد في 11 سبتمبر 1935 في أمستردام في هولندا. انتخب سفير.